# 2유로 주화
2유로 주화(€2)는 유로 주화 가운데 하나로 유로 주화 중에서 액면 가치가 가장 높은 주화이다. 2유로 주화는 343,000,000명에 달하는 유럽인들이 사용하는 유로존 소속 유럽 24개국의 통화인 유로 주화 가운데 하나이기도 하다. 무게는 8.50g, 지름은 25.75mm, 두께는 2.20mm이며 원 모양을 띠고 있다. 바깥쪽 테두리의 재질은 백동(구리 75%, 니켈 25%), 중심부의 재질은 니켈 황동(구리 75%, 아연 20%, 니켈 5%)이고 테두리는 톱니무늬와 발행 국가마다 서로 다른 문자 명각이 교차하는 형상을 띠고 있다.
1999년에 디자인되어 2002년부터 발행되었으며 뤼크 라위크스가 디자인을 맡았다. 2007년에 주화 뒷면의 디자인이 약간 수정되었다. 주화 뒷면 오른쪽에는 유럽 지도가 그려져 있으며 지도 옆에는 로마자로 표기한 "2 EURO"(2유로)가 새겨져 있다. 주화 앞면에는 발행 국가마다 서로 다른 주화 디자인이 그려져 있고 공통적으로는 12개의 별, 발행 연도가 새겨져 있다.

## 발행 국가별 주화 앞면 디자인
| 발행 국가별 유로 주화   | 디자인 소재 |
| ----------------------- | --- |
| 그리스의 유로 주화      | 황소로 변신한 제우스에게 유괴된 에우로페 (2002년 ~ 현재)                                                                 |
| 네덜란드의 유로 주화    | 베아트릭스 여왕의 초상화 (2002년 ~ 2013년)                                                                               |
| 네덜란드의 유로 주화    | 빌럼알렉산더르 국왕의 초상화 (2014년 ~ 현재)                                                                             |
| 독일의 유로 주화        | 독수리 (독일의 국장, 2002년 ~ 현재)                                                                                      |
| 라트비아의 유로 주화    | 라트비아 처녀 (2014년 ~ 현재)                                                                                            |
| 룩셈부르크의 유로 주화  | 앙리 대공의 초상화 (2002년 ~ 현재)                                                                                       |
| 리투아니아의 유로 주화  | 리투아니아의 국장 (2015년 ~ 현재)                                                                                        |
| 모나코의 유로 주화      | 레니에 3세 공작과 알베르 2세 공자의 초상화 (2002년 ~ 2005년)                                                             |
| 모나코의 유로 주화      | 알베르 2세 공작의 초상화 (2006년 ~ 현재)                                                                                 |
| 몰타의 유로 주화        | 몰타 십자 (2008년 ~ 현재)                                                                                                |
| 바티칸 시국의 유로 주화 | 교황 요한 바오로 2세의 초상화 (2002년 ~ 2005년)                                                                          |
| 바티칸 시국의 유로 주화 | 교황청 회계국의 문장과 교황 궁무처장의 문장 (2005년 ~ 2006년)                                                            |
| 바티칸 시국의 유로 주화 | 교황 베네딕토 16세의 초상화 (2006년 ~ 2013년)                                                                            |
| 바티칸 시국의 유로 주화 | 교황 프란치스코의 초상화 (2014년 ~ 2016년)                                                                               |
| 바티칸 시국의 유로 주화 | 교황 프란치스코의 문장 (2017년 ~ 2025년)                                                                                 |
| 바티칸 시국의 유로 주화 | 교황 레오 14세와 관련된 디자인 (2026년(예상) ~ )                                                                         |
| 벨기에의 유로 주화      | 알베르 2세 국왕의 초상화와 모노그램 (2002년 ~ 2013년)                                                                    |
| 벨기에의 유로 주화      | 필리프 국왕의 초상화와 모노그램 (2014년 ~ 현재)                                                                          |
| 불가리아의 유로 주화    | 파이시 힐렌다르스키의 초상화 (2026년(예정) ~ 현재)                                                                       |
| 산마리노의 유로 주화    | 푸블리코 궁전 (2002년 ~ 2016년)                                                                                          |
| 산마리노의 유로 주화    | 조반니 바티스타 우르비넬리의 그림에 등장하는 성 마리누스 (2017년 ~ 현재)                                                 |
| 스페인의 유로 주화      | 후안 카를로스 1세 국왕의 초상화 (2002년 ~ 2014년)                                                                        |
| 스페인의 유로 주화      | 펠리페 6세 국왕의 초상화 (2015년 ~ 현재)                                                                                 |
| 슬로바키아의 유로 주화  | 슬로바키아의 국장 (2009년 ~ 현재)                                                                                        |
| 슬로베니아의 유로 주화  | 프란체 프레셰렌의 초상화와 슬로베니아의 국가 7절의 첫 소절 (2007년 ~ 현재)                                               |
| 아일랜드의 유로 주화    | 하프 (2002년 ~ 현재) |
| 안도라의 유로 주화      | 안도라의 국장 (2015년 ~ 현재)                                                                                            |
| 에스토니아의 유로 주화  | 에스토니아 지도 (2011년 ~ 현재)                                                                                          |
| 오스트리아의 유로 주화  | 베르타 폰 주트너의 초상화 (2002년 ~ 현재)                                                                                |
| 이탈리아의 유로 주화    | 라파엘로 산치오가 그린 단테 알리기에리의 초상화 (2002년 ~ 현재)                                                          |
| 크로아티아의 유로 주화  | 크로아티아 지도 (2023년 ~ 현재)                                                                                          |
| 키프로스의 유로 주화    | 포모스 신상 (2008년 ~ 현재)                                                                                              |
| 포르투갈의 유로 주화    | 1144년에 사용된 포르투갈의 왕실 직인 (2002년 ~ 현재)                                                                     |
| 프랑스의 유로 주화      | 육각형에 둘러싸인 나무와 프랑스의 나라 표어인 자유, 평등, 우애 (Liberté Egalité Fraternité, 2002년 ~ 2021년)             |
| 프랑스의 유로 주화      | 육각형에 둘러싸인 참나무, 올리브나무와 프랑스의 나라 표어인 자유, 평등, 우애 (Liberté Egalité Fraternité, 2022년 ~ 현재) |
| 핀란드의 유로 주화      | 진들딸기의 잎과 열매 (2002년 ~ 현재)                                                                                     |

## 발행 국가별 문자 명각
| 발행 국가                                            | 문자 명각 | 설명 |
| ---------------------------------------------------- | --------- | --- |
| 오스트리아                                           |           | "2 EURO ★★★"가 똑바로 쓴 모습과 거꾸로 쓴 모습이 4번 반복되어 새겨져 있음. |
| 벨기에, 프랑스, 아일랜드, 룩셈부르크, 모나코, 스페인 |           | "2 ★ ★"가 똑바로 쓴 모습과 거꾸로 쓴 모습이 6번 반복되어 새겨져 있음. |
| 불가리아                                             |           | "БОЖЕ ПАЗИ БЪЛГАРИЯ"가 새겨져 있음. ("하느님, 불가리아를 지켜주소서"의 불가리아어 표기) |
| 크로아티아                                           |           | "O LIJEPA O DRAGA O SLATKA SLOBODO"가 새겨져 있음. (이반 군둘리치의 희곡 《두브라브카》에 등장하는 〈자유를 향한 찬가〉의 "오 아름답도다, 오 귀중하도다, 오 달콤한 자유여"라는 가사의 크로아티아어 표기) |
| 키프로스                                             |           | "2 ΕΥΡΩ 2 EURO"가 2번 반복되어 새겨져 있음. ("2 ΕΥΡΩ"는 그리스어 표기, "2 EURO"는 튀르키예어 표기) |
| 에스토니아                                           |           | "EESTI ○"가 똑바로 쓴 모습과 거꾸로 쓴 모습이 새겨져 있음. ("EESTI"는 에스토니아의 에스토니아어 표기) |
| 핀란드                                               |           | "SUOMI FINLAND"와 사자 머리 세 개가 새겨져 있음. ("SUOMI"는 핀란드의 핀란드어 표기, "FINLAND"는 핀란드의 스웨덴어 표기)                                                                                  |
| 독일                                                 |           | "EINIGKEIT UND RECHT UND FREIHEIT"와 독수리가 새겨져 있음. (독일의 나라 표어인 "통일과 정의와 자유"의 독일어 표기)                                                                                       |
| 그리스                                               |           | "ΕΛΛΗΝΙΚΗ ΔΗΜΟΚΡΑΤΙΑ ★"가 새겨져 있음. ("ΕΛΛΗΝΙΚΗ ΔΗΜΟΚΡΑΤΙΑ"는 그리스 공화국의 그리스어 표기) |
| 이탈리아, 산마리노, 바티칸 시국                      |           | "2 ★"가 똑바로 쓴 모습과 거꾸로 쓴 모습이 6번 반복되어 새겨져 있음. |
| 라트비아                                             |           | "DIEVS SVĒTĪ LATVIJU"가 새겨져 있음. (라트비아의 국가인 "하느님, 라트비아를 축복하시옵소서"의 라트비아어 표기)                                                                                           |
| 리투아니아                                           |           | "LAISVĖ, VIENYBĖ, GEROVĖ"가 새겨져 있음. ("자유, 단결, 번영"의 리투아니아어 표기) |
| 몰타                                                 |           | "2✠✠"가 똑바로 쓴 모습과 거꾸로 쓴 모습이 6번 반복되어 새겨져 있음. |
| 네덜란드                                             |           | "GOD ★ ZIJ ★ MET ★ ONS ★"가 새겨져 있음. ("하느님은 우리와 함께 계신다"의 네덜란드어 표기) |
| 포르투갈                                             |           | 7개의 성과 5개의 방패가 새겨져 있음. |
| 슬로바키아                                           |           | "SLOVENSKÁ REPUBLIKA"와 2개의 별, 1개의 피나무 잎이 새겨져 있음. ("SLOVENSKÁ REPUBLIKA"는 슬로바키아 공화국의 슬로바키아어 표기)                                                                         |
| 슬로베니아                                           |           | "SLOVENIJA •"가 새겨져 있음. ("SLOVENIJA"는 슬로베니아의 슬로베니아어 표기) |